# Adolph von Knigge
Freiherr Adolph Franz Friedrich Ludwig Knigge (Bredenbeck, Alemania; 16 de octubre de 1752-Bremen, Alemania; 6 de mayo de 1796) fue un escritor alemán masón y miembro de los Iluminados de Baviera. Se unió a la francmasonería con el objetivo de promover los derechos humanos. Su libro De cómo tratar con las personas está considerado como un emblema del pensamiento ilustrado.

## Biografía
Nació en Bredenbeck (ahora parte de Wennigsen, Baja Sajonia) en el electorado de Hannover, como miembro de la pequeña nobleza. Estudió derecho en Gotinga, donde se hizo miembro del Cuerpo de Hannover. Su familia se arruinó y se vio obligado a trabajar.   
Entró en la Corte de Federico II, que abandonó tras múltiples malentendidos.
Desde muy joven entró en contacto con la masonería. Al parecer, fue iniciado como masón en el rito templario en la ciudad de Kassel, donde ocupó una posición en el tribunal, asesor de guerra y ministro de Hacienda. En 1777 se convirtió en chambelán en la Corte de Weimar.   
Se unió a otro joven, Adam Weishaupt, para crear en Baviera el rito de la orden secreta de los Iluminados, con la que abogó por la promoción de los derechos humanos en Alemania. La influencia de Knigge sobre la orden fue de gran importancia, ya que sus relaciones personales contribuyeron en gran medida a su propagación. Pero en 1783 surgieron diferencias entre ambos, provocando la retirada definitiva de Knigge el 1 de julio de 1784, después de que no le resultara favorable el resultado de un congreso convocado ad hoc para resolver sus diferencias.
Tras un periodo de grave enfermedad perdió el apoyo de sus patrocinadores aristócratas y gran parte de su fortuna. Al final de su vida defendió la Revolución francesa y acusado de jacobinismo fue obligado a vivir por un tiempo bajo vigilancia policial.  
En 1790 recuperó su dinero y se instaló en Bremen donde murió en 1796. 

### De cómo tratar con las personas

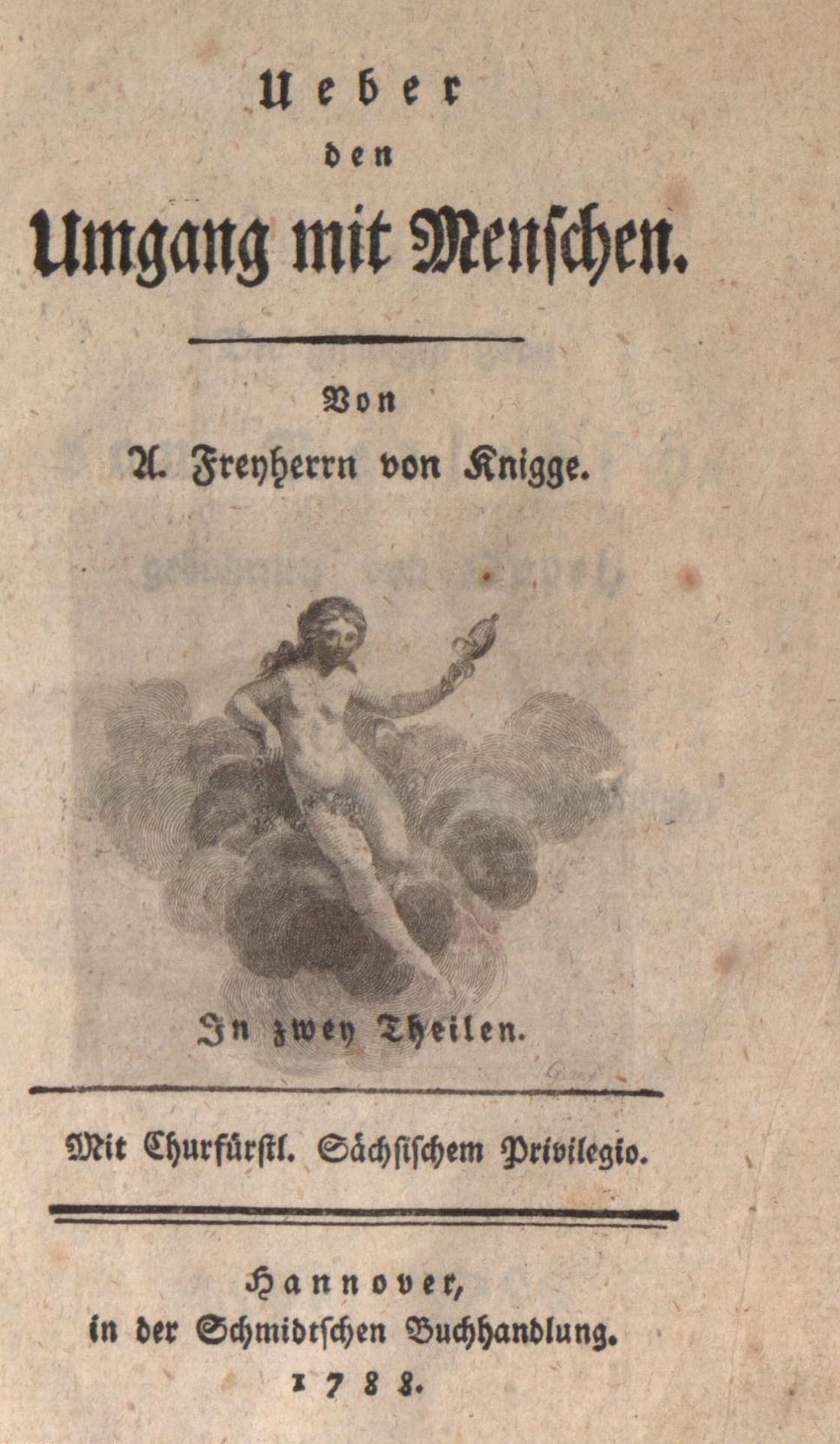

De sus experiencias vitales y el contacto con la ciudadanía de diferentes clases sociales y su capacidad para observar los detalles más reveladores surge el tratado   De cómo tratar a las personas (Über den Umgang mit Menschen) que publica en 1788 en el que además de aconsejar a sus coetáneos -consideran los historiadores- radiografía el espíritu de su tiempo y se mantiene como una obra contemporánea. 
Knigge defiende que las mentes más ingeniosas y brillantes pueden desempeñar un papel "lamentable" en la vida social si no entienden algunos códigos, normas no escritas de buena conducta. Así hay personas de grandes cualidades que creen que, por el hecho de tenerlas, están "autorizadas" a descuidar las convenciones. También destaca la necesidad de cuidar especialmente a los amigos por ser lo más valioso y critica en un capítulo dedicado al trato con artistas y académicos el denigrante espectáculo que se observa a veces entre sabios que se pelean en público como mendigos.
El trabajo es más un tratado sociológico y filosófico sobre las bases de las relaciones humanas que una guía sobre la etiqueta. El término alemán "Knigge" ha venido a significar "buenos modales". 

#### Sobre el trato con uno mismo
El autor distingue los temperamentos colérico, flemático, sanguíneo o melancólico. Reconoce que lo mejor es poder mezclar las diferentes disposiciones de ánimo y considera que los sanguíneo-flemáticos son los que viven más felices porque no abusan de sus fuerzas pero tampoco logran nada importante.

#### Del trato entre personas de distinta edad
Alerta de los prejuicios del abismo generacional y considera que no es bueno que se produzca una separación entre las personas de edades diferentes. Recomienda que los hombres no se burlen de los niños y que de ellos aprendan las virtudes de la benevolencia, la lealtad y la sinceridad.

#### Del trato entre cónyuges
Considera que no debe perderse nunca la cortesía en la intimidad y que hay que intentar no aburrir al otro con las mismas anécdotas de siempre. Considera que debe tenerse máxima precaución en el trato y esforzarse por vigilarse a sí mismo, empezando por no descuidar la higiene del cuerpo. El tratado escrito en el siglo XVIII no escapa a la desigualdad en las relaciones que actualmente, según los historiadores, podrían considerarse como actitudes machistas como la recomendación de "pequeñas ausencias de viaje y negocios" para oxigenar la relación. A la vuelta, afirma, la fiel esposa le esperará anhelante. Igualmente -dice- deberemos ser cautos con las mujeres coquetas que se dedican a jugar con los sentimientos de un hombre honesto.

#### Sobre el trato con las mujeres
El escritor pide que no se le considere en ningún caso un difamador del sexo femenino. Asegura que las mujeres le han enseñado tolerancia y amor pero que cada sexo, clase, carácter posee sus flaquezas y él lo que hace es describirlas. Lo más importante para gustar a las mujeres, cree Knigge es mostrar una capa de ternura que no puede confundirse con una debilidad afeminada. Y recomienda a los hombres: dominar el lenguaje de la mirada sin llegar al flirteo descarado, ser modestos sin ser tímidos, valientes sin ser tempestuosos y románticos sin caer en extravagancias.

#### Sobre el modo de tratar a los animales
Critica a las personas que encierran a seres vivos en jaulas. Sostiene que ninguna criatura puede tener el derecho a jugar con la vida de otra criatura a la que Dios ha insuflado su hálito. Defiende a cazadores y carniceros pero ataca a quienes torturan por el mero hecho de ver satisfecha su crueldad.

## Knigge y los Iluminados de Baviera

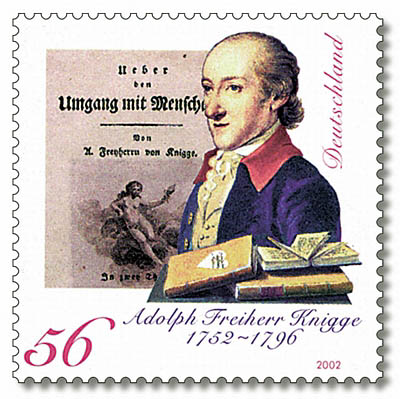

El sobrenombre de Knigge dentro de los Illuminati era Philón, en honor a un arquitecto ateniense del siglo IV. 
Knigge intentó ingresar en la Orden de Rosacruz pero no lo logró y se convirtió en enemigo acérrimo de dicha sociedad.
Una vez miembro de la masonería que ésta era escenario de muchos conflictos internos, motivo por el cual se dispuso a realizar una reforma masónica cuyo proyecto no fue aprobado por las logias alemanas. Poco tiempo después creó junto con Adam Weishaupt el rito Illuminati, en el cual veía plasmado su proyecto de reforma. Weishaupt confesó que durante la creación del rito junto con Knigge, no podía más que reír ante la manera en la que planearon la estrategia de conseguir adeptos para la orden.
El autor Le Forestier asegura que Knigge dijo: “El respeto que la orden manifestaba al cristianismo en algunos de sus grados era únicamente un engaño para despejar las sospechas de quien aún tenía fe y conducirlo con mayor suavidad a abandonarla".
Al final de su vida, sin embargo, a pesar de haber sido uno de sus miembros más destacados, en su tratado de 1788 De cómo tratar a las personas califica a las sociedades secretas como un disparate y una moda estúpida.

## Publicaciones
Escribió teatro, novela y libros de viajes. Entre su obra se encuentra:
- "Allgemeines System für das Volk zur Grundlage aller Erkenntnisse für Menschen aus allen Nationen, Ständen und Religionen ("General System for the Public, Towards a Foundation of all Knowledge of People of all Nations, Conditions, and Religions"), 1778
- "Der Roman meines Lebens" ("The Story of my Life"), 1781
- "On the Jesuits, Freemasons, and Rosicrucians”, 1781
- "Sechs Predigten gegen Despotismus, Dummheit, Aberglauben, Ungerechtigkeit, Untreue und Müßiggang ("Six Sermons against Despotism, Stupidity, Superstition, Injustice, Mistruth, and Idleness"), 1783
- "Geschichte Peter Clausens" ("The History of Peter Clausen"), 1783-85
- "Gesammelte politische und prosaische kleinere Schriften" ("Collected Political and Prosaic Lesser Writings"), 1784
- "Essay on Freemasonry”, 1784
- "Contribution towards the latest history of the Order of Freemasons”, 1786
- "Bekenntnisse" (Übersetzung des Rousseauschen Werks aus dem Französischen) ("Confessions"--Translation of the Works of Rousseau from the French), 1786-90
- "Die Verirrungen des Philosophen oder Geschichte Ludwigs von Seelbergs" ("The Errors of the Philosopher, or Story of Ludwig von Seelberg"), 1787
- "Philo's endliche Antwort auf verschiedene Anforderungen und Fragen, meine Verbindung mit dem Orden der Illuminaten betreffend" ("Philo's Final Declaration on Various Demands and Questions relating to my Connection to the Order of the Illuminati"), 1788
- "Über den Umgang mit Menschen" ("On Human Relations"), 1788
- "Geschichte des armen Herrn von Mildenberg" ("The Story of the Poor Herr von Mildenberg"), 1789
- "Benjamin Noldmanns Geschichte der Aufklärung in Abyssinien" ("Benjamin Noldmann's History of the Enlightenment in Abyssinia"), novel, 1790
- "Über den Zustand des geselligen Lebens in den vereinigten Niederlanden" ("On the Conditions of Social Life in the United Netherlands"), 1790
- "Das Zauberschloß oder Geschichte des Grafen Tunger" ("The Enchanted Castle, or the History of Count Tunger"), novel, 1791
- "Politisches Glaubensbekenntnis von Joseph Wurmbrand" ("The Political Credo of Joseph Wurmbrand"), Essay, 1792
- "Die Reise nach Braunschweig", ("The Journey to Brunswick"), novel, 1792
- "Erläuterungen über die Rechte des Menschen. Für die Deutschen" ("Elucidations on the Rights of Men. For the Germans"), 1792
- "Über Schriftsteller und Schriftstellerey" ("Of Writers and Writing"), essay, 1793
- "Geschichte des Amtsraths Guthmann" ("The Story of Amtsrath Guthmann"), 1794
- "Reise nach Fritzlar im Sommer 1794" ("Journey to Fritzlar in Summer 1794"), satire, 1795

### Traducciones al español
- De cómo tratar a las personas. Arpa Editores. Traducción de Rafael Hernández Arias